# جاي لينو

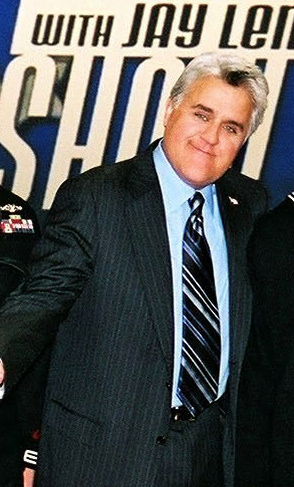
جاي لينو

جاي لينو (مواليد 28 إبريل، 1950؛ باللغة إنجليزية: Jay Leno) (اسمه الكامل جيمس دوغلاس ميور لينو (James Douglas Muir "Jay" Leno)) مقدم برامج تلفزيونية كوميدية أمريكي مشهور. يقدم برنامج The Tonight Show with Jay Leno على قناة NBC في نيويورك.

## أدواره في التلفزيون الأمريكي
- الوالدان السحريان - كريمسون تشين

## روابط خارجية
- جاي لينو على موقع CageMatch worker (الإنجليزية)
- جاي لينو على موقع قاعدة بيانات المصارعة على الإنترنت (الإنجليزية)
- جاي لينو على موقع IMDb (الإنجليزية)
- جاي لينو على موقع الموسوعة البريطانية (الإنجليزية)
- جاي لينو على موقع روتن توميتوز (الإنجليزية)
- جاي لينو على موقع قاعدة بيانات الأفلام العربية
- جاي لينو على موقع ألو سيني (الفرنسية)
- جاي لينو على موقع ميوزك برينز (الإنجليزية)
- جاي لينو على موقع أول موفي (الإنجليزية)
- جاي لينو على موقع قاعدة بيانات الأفلام السويدية (السويدية)
- جاي لينو على موقع إن إن دي بي (الإنجليزية)
- جاي لينو على موقع ديسكوغز (الإنجليزية)